# Kızıltahta
Kızıltahta (türkisch für rotes Holz) ist ein Ortsteil (Mahalle) im Landkreis Karataş der türkischen Provinz Adana mit 176 Einwohnern (Stand: Ende 2024). Im Jahr 2011 hatte der Ort 177 Einwohner.